# Oxymonacanthus halli
Oxymonacanthus halli es una especie de peces de la familia Monacanthidae en el orden de los Tetraodontiformes.

## Morfología
Pueden llegar alcanzar los 7 cm de longitud total.

## Alimentación
Come Acropora .

## Hábitat
Es un pez de mar de clima tropical y asociado a los  arrecifes de coral.

## Distribución geográfica
Se encuentra en el Mar Rojo.

## Observaciones
Es inofensivo para los humanos.